# گمینا شدووو
گمینا شدووو (به لهستانی:  Gmina Szydłów) یک گمینا در لهستان است که در شهرستان ستاشوف واقع شده‌است. گمینا شدووو ۱۰۷٫۹۰ کیلومتر مربع مساحت و ۴٬۸۰۰ نفر جمعیت دارد.